# Luthereiche (Stade)

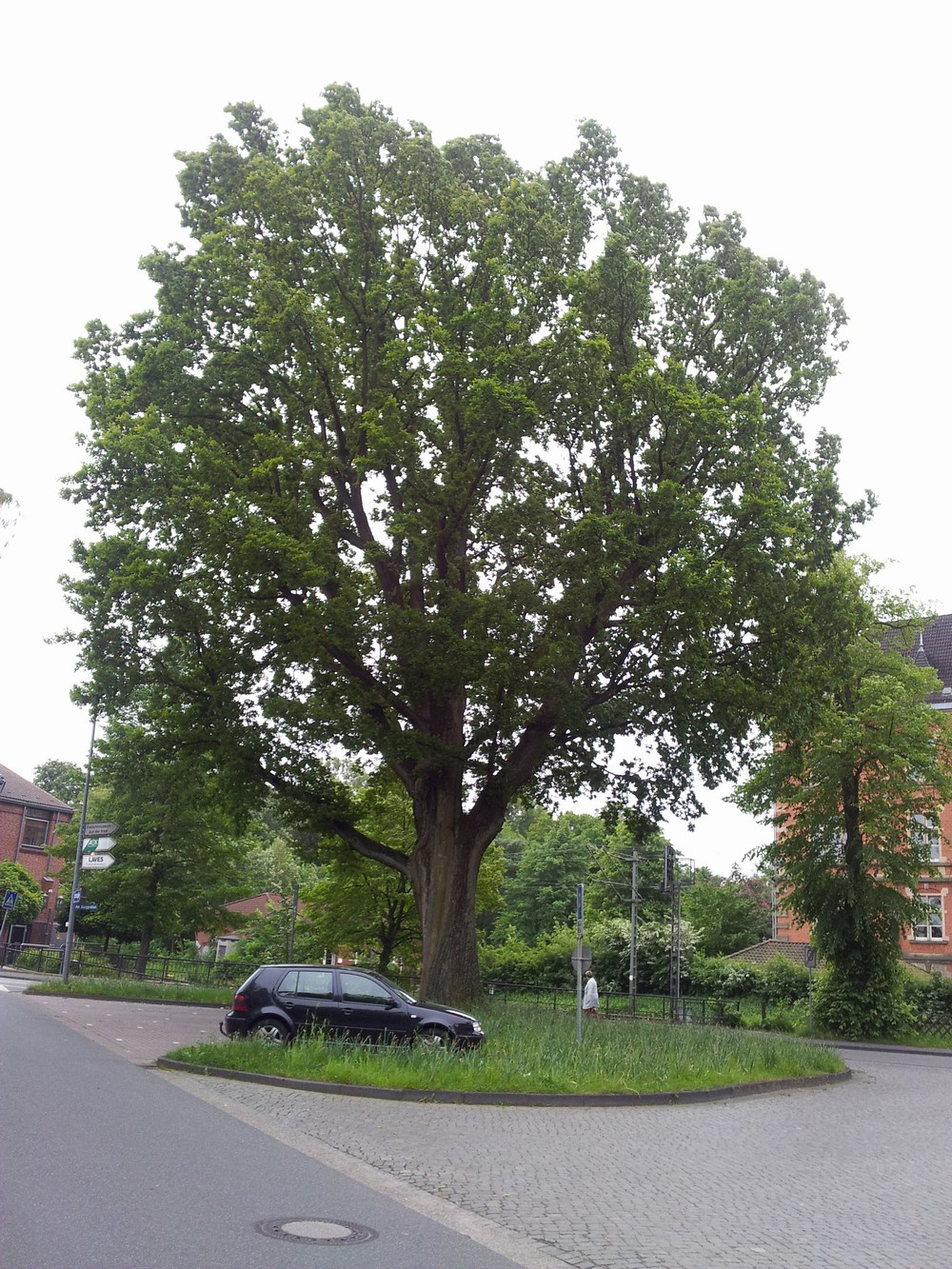
Die Luthereiche in Stade im Sommer 2013

Die Luthereiche ist eine Eiche in der Hansestadt Stade. Sie steht am Altstadtring auf einer mittelgroßen Verkehrsinsel in direkter Bahnhofsnähe zwischen den Straßen Am Burggraben, Bahnhofstraße und Eisenbahnstraße. In unmittelbarer Nähe befinden sich die historischen Wallanlagen mit dem Burggraben.

## Geschichte
Wie in vielen Orten Deutschlands wurde auch in Stade am 11. November 1883 anlässlich des 400. Geburtstags von Martin Luther eine Eiche zur Erinnerung an den Reformator gepflanzt.
Am 10. November – dem Geburtstag Luthers – hatten 1883 in beiden Stader Stadtkirchen Schulferien stattgefunden, deshalb führte am Tag darauf ein vom Bürgerverein organisierter Festzug durch die Stadt, der am Pferdemarkt mit einer Festrede endete. Die Festrede hielt der Pädagoge und Kartograf und damalige Stader Seminardirektor Carl Diercke, der den berühmten Diercke-Schulatlas publizierte. Danach zog die Festversammlung weiter über die Hohentorsbrücke, um die „Luthereiche“ an dieser Stelle zu pflanzen.
Genau 126 Jahre nach der Pflanzung stellten Stades Bürgermeister Andreas Rieckhof, Superintendent Thomas Kück und Ludger Ernst am 10. November 2011 eine Hinweistafel auf Anregung von Ludger Ernst neben der „Luthereiche“ auf. Zuvor ließ die Hansestadt Stade den alten Gedenkstein unter der „Luthereiche“ restaurieren. Die Hinweistafel erinnert mit einem kurzen Text an den Anlass der Pflanzung.
Ein Mangel an Parkplätzen in der Nähe führte etwa in den 1970er Jahren dazu, dass unter dem Baum fünf PKW-Stellplätze gebaut wurden und dadurch eine Teilflächenversiegelung des Baumstandortes stattfand. Um die Vitalität der „Luthereiche“ aufrechtzuerhalten, findet in jährlichen Abständen eine Baumpflege statt.